# 福伊爾 (密蘇里州)
福伊爾（英語：Foil）是位於美國密蘇里州歐扎克縣的非建制地區。

## 歷史
福伊爾的郵局於1909年設立，1913年關閉後又於1916年重啟，其後於1969年停運。

## 地理
福伊爾所處的海拔為高於海平面278米（即912英呎），而該地所採用的時區為UTC-6，即北美中部時區（CST）。同時該地設有夏令時間，為UTC-6調快一小時，即UTC-5（CDT）。